# Возвращение Джанго
«Возвращение Джанго» или «Джанго снова наносит удар» (итал. Django 2: il grande ritorno) — спагетти-вестерн режиссёра Нелло Россати, продолжение культового фильма «Джанго». Его премьера состоялась 3 декабря 1987 года.

## Сюжет
После событий первого фильма Джанго клянётся никогда больше не брать в руки оружия и уходит в монастырь. Но однажды к нему приходит девушка. Она сообщает, что у неё от Джанго есть дочь, которую похитил работорговец Орловский. Джанго приходится нарушить клятву, достать старый пулемёт и отправиться на помощь.

## В ролях
- Франко Неро — Джанго
- Кристофер Коннелли — «Эль Дьябло» Орловский
- Дональд Плезенс — Бен Ганн
- Уильям Бергер — старый стрелок
- Роберто Поссе — Диабло Хенчман
- Александро Ди Чио — капитан